# Реєстр сайтів, заборонених у Російській Федерації
Єдиний реєстр доменних імен, вказівників сторінок сайтів в мережі «Інтернет» і мережевих адрес, що дозволяють ідентифікувати сайти в мережі «Інтернет», які містять інформацію, поширення якої в Російській Федерації заборонено — автоматизована інформаційна система ведення й використання бази даних про сайтах, що містять заборонену до поширенню в Росії інформацію.
Реєстр знаходиться під керуванням Роскомнадзору відповідно до постанови Уряду Російської Федерації від 26.10.2012 року № 1101.
Реєстр створено відповідно до федерального закону від 28.07.2012 № ФЗ-139, яким була внесена в федеральний закон № 149-ФЗ «Про інформацію, інформаційні технології і про захист інформації» стаття 15.1. Ця стаття встановлює, зокрема, підстави для включення сайтів в перелік заборонених. Досудове закриття сайтів можливе після рішення федерального органу при наявності:
- дитячої порнографії або оголошень про притягнення неповнолітніх в якості виконавців в заходах порнографічного характеру;
- інформації про виготовлення або отримання наркотиків, психотропних речовин і їх прекурсорів ;
- інформації про способи вчинення суїциду, а також закликів до його скоєння;
- інформації про неповнолітніх, які постраждали в результаті злочинів[3] ;
- також підлягають закриттю ресурси, що містять інформацію, поширення якої заборонено рішенням суду (онлайн-казино, екстремістські матеріали, торгівля підробленими дипломами і так далі).

21 листопада 2013 року в «Российской газете» був опублікований Наказ Роскомнадзору, ФСКН Росії і Росспоживнагляду № 1022/368/666, який затвердив критерії оцінки інформації для включення сайтів в реєстр сайтів заборонених сайтів.

## Вебсайт
Доступ до реєстру організовано за допомогою сайту eais.rkn.gov.ru, який, проте, не надає звичайним користувачам можливості ознайомитись з усім реєстром або його частинами. Сайт забезпечує тільки:
- отримання відповіді, чи знаходиться в реєстрі той чи інший сайт або будь-які його сторінки;
- подачу повідомлення про сайти, що містить заборонену інформацію, для подальшого включення ресурсу до реєстру (передбачені анонімні повідомлення);
- отримання операторами зв'язку, які мають російську ліцензію, повних переліків ресурсів, включених до реєстру.

## Історія
7 червня 2012 року до Державної думи внесли проєкт Федерального закону Російської Федерації «Про внесення змін до Федерального закону „Про захист дітей від інформації, що завдає шкоди їх здоров'ю та розвитку“ і окремі законодавчі акти Російської Федерації з питання обмеження доступу до протиправної інформації в мережі Інтернет», розроблений за участю Ліги безпечного інтернету. У законопроєкті передбачалося внесення до федеральних законів положень, які дозволяють обмежити доступ до сайтів, які містять протиправну інформацію. Деякі експерти висловили побоювання, що такі заходи будуть використовуватись для цензури Інтернету.
10 липня 2012 роки перед другим голосуванням по законопроєкту в знак протесту відбувся страйк російськомовного сегменту Вікіпедії — його робота була тимчасово припинена, вміст всіх сторінок приховано від перегляду, на головній сторінці проєкту було розміщено лише відповідний інформаційний банер. У прес-релізі російської Вікіпедії стверджувалось, що запропоновані «поправки можуть стати основою для реальної цензури в мережі Інтернет …».
11 липня 2012 року законопроєкт прийняли відразу в другому і третьому читаннях. 28 липня 2012 року відбулось підписання президентом. Були внесені зміни, в тому числі, в Федеральний закон 149-ФЗ «Про інформацію, інформаційні технології та захист інформації».
У жовтні 2012 року на конференції RIW Катерина Ларіна (директор департаменту держполітики в області ЗМІ Мінкомзв'язку) заявила, що Федеральний закон № 139-ФЗ був «написаний, по суті, для боротьби саме з закордонними сайтами — для їх блокування на рівні операторів зв'язку».
Реєстр створено за зразком системи Росфінмоніторингу, яка використовується для блокування банківських рахунків терористів.
1 листопада 2012 року розпочав роботу сайт. За перші 12 годин роботи його відвідало 100 тисяч унікальних користувачів.
Піратська партія Росії вирішила продемонструвати неефективність реєстру заборонених сайтів. Вона запустила проєкт РосКомСвобода, в рамках якого бажаючим надають анонімний доступ до сайтів, які заблоковані в РФ з тих чи інших причин. Доступ здійснюється з серверів, що знаходяться за межами Росії і не підпадають під дії системи блокування.
14 листопада 2012 року Олена Мізуліна (один з авторів законопроєкту) заявила, що профілактична мета закону — без застосування покарання домогтися безпечної інформаційного середовища — досягнута.
На замовлення Ліги безпечного інтернету ведеться розробка автоматичної системи пошуку, розпізнавання і видалення забороненої інформації.
23 листопада 2012 сайт удостоївся премії РОТОР в номінації «Відкриття року».

## Процедура обробки скарг
За повідомленнями РІА Новини процедура обробки скарг складається з декількох етапів:
- подані відвідувачами сайту повідомлення фільтруються на предмет спаму ;
- фахівці Роскомнадзору фіксують заяви про потенційно неприйнятні сайти;
- заяви направляються для отримання експертного висновку про наявність порушень;
- ресурс вноситься до реєстру;
- хостинг-провайдерам цих сайтів надсилається повідомлення.

Якщо скарга на ресурс буде прийнята, то сайт може бути заблоковано протягом шести днів від дати скарги:
- доба на передачу запиту від Роскомнадзору до уповноваженого органу;
- доба на розгляд звернення уповноваженим органом та надсилання відповіді оператору реєстру;
- три доби на видалення контенту власником ресурсу або блокування сторінки хостинг-провайдером;
- добу на блокування сторінки оператором зв'язку, якщо заборонену інформації не приберуть власники і не заблокують інтернет-провайдери .

Після видалення забороненого контенту ресурс буде виключено з реєстру.
За довідкою Російської газети, рішення про внесення до реєстру зможуть приймати, крім Роскомнадзору, також МВС (боротьба з порнографією), ФСКН (оборот наркотиків) і Росспоживнагляд (заклики до самогубства).
Оператори «МТС» і «Вимпелком» підтвердили, що вже мають у своєму розпорядженні системами фільтрації трафіку і тестували взаємодія своїх систем з реєстром заборонених сайтів. Обидві компанії заявили про значні додаткові витрати (близько 50 млн дол.) на розробку і підтримку подібних систем.
3 листопада 2012 року на сайті Роскомнадзору було повідомлено, що Google і YouTube офіційно повідомили про готовність брати на спеціально виділені адреси електронної пошти відомості про записи в реєстрі інформації, забороненої до поширення на території Російської Федерації. 15 листопада 2012 року Є. Мізуліна пояснила, що для блокування копій раніше забороненої інформації додатковий експертний висновок не потрібен:
Якщо одного разу будь-яка інформація визнана забороненою, то навіть якщо вона розміщується в інших місцях, вона підлягає видаленню. Без будь-яких додаткових експертиз.

### Оскарження рішень про включення до реєстру
За інформацією Роскомнадзору, оскаржити рішення про включення сайту до реєстру можуть власник сайту, провайдер хостингу або оператор зв'язку в судовому порядку в тримісячний строк.
Також, у разі самостійного видалення протиправної інформації, можливе видалення сайту з реєстру за зверненням власника сайту, провайдера хостингу або оператора зв'язку. Такі звернення повинні бути оброблені Роскомнадзором протягом трьох днів.

### Прокурорські блокування
З 1 лютого 2014 року набрав чинності Федеральний закон № 398-ФЗ від 28.12.2013, який вводить новий порядок негайного блокування інформації в позасудовому порядку. Він дозволяє генпрокурору і його заступникам блокувати сайти і домени, що містять «заклики до масових безладів, здійснення екстремістської діяльності, розпалювання міжнаціональної та (або) міжконфесійної ворожнечі, участі в терористичній діяльності». Повідомлення власників ресурсу проводиться протягом доби. .

## Відомі сайти, включені в реєстр

### 2012 рік
- 8 листопада — сайт «Абсурдопедія»: за жартівливу статтю «Як правильно: Зробити суїцид»; після цього стаття була видалена[28]. Оскільки в реєстр був внесений IP-адреса «Абсурдопедії», під блокування потрапили всі енциклопедії, що використовують хостинг Wikia[29].
- До 9 листопада до реєстру було внесено, за словами Олександра Жарова, більше 180 сайтів[30], з них блокуванню підлягала 41 сторінка. На засіданні профільного комітету повідомлялось, що причиною внесення в реєстр для 40 % сторінок була інформація про наркотики, для 30 % — інформація про суїциди і для 10 % — поширення дитячої порнографії.
- 11 листопада — інтернет-енциклопедія «Луркоморье»[31]. За рішенням ФСКН, до реєстру внесли IP-адресу, де розташовувався інтернет-проєкт «Луркоморье» (Lurkmore.to). Уже ввечері 11 листопада деякі інтернет-провайдери Росії заблокували доступ до ресурсу. 13 листопада, після видалення двох сторінок, ресурс з реєстру виключили[32].
- 11 листопада — інтернет-бібліотека і портал «Лібрусек» за рішенням ФСКН[33] були заблоковані за опис конопляного супу в тексті «кухонної книги анархіста»[34]. 13 листопада «Лібрусек» був виключений з реєстру, оскільки адміністрація сайту видалила «Поварену книгу»[35][36].
- 12 листопада — перелік заборонених сайтів опублікував користувач Живого Журналу.
- 12 листопада — одна зі сторінок RuTracker.org була включена до реєстру, але доступ до самого сайту не заборонили[20]. 13 листопада, після видалення інформації, сайт з реєстру видалили[37].
- До 14 листопада з переліку заблокованих був видалений 21 сайт[38].
- 18 листопада — був внесений один з адресів CDN google на домені gstatic.com[39][40][41] 19 листопада адреса видалений з реєстру.

### 2013 рік
- 8 лютого — сайт Lj.rossia.org був включений до реєстру заборонених сайтів . Згодом виключений після заходів, вжитих адміністрацією сервісу[42].
- 5-8 квітня — стало відомо, що до реєстру внесено 12 статей російської Вікіпедії і дві статті англійської Вікіпедії[43][44][45]. Станом на 1 листопада 2013 року, в реєстрі залишалося чотири статті російської Вікіпедії.
- 24 травня — соціальна мережа «ВКонтакті» була внесена до реєстру через те, що в мережі знову розмістили фотографії, що потрапляють під визначення «дитячої порнографії»[46]. Першим доступ до соцмережі заблокував провайдер «ТТК-Чита» . Трохи пізніше в Роскомнадзорі заявили, що соцмережа була внесена до реєстру помилково[47].

### 2014 рік
- 10 липня — за рішенням Жовтневого районного суду міста Пензи до реєстру заборонених сайтів була внесена спортивна енциклопедія sportswiki.ru за пропаганду наркотиків. Позов був поданий генеральним директором ТОВ «Парафарм»[48][49]. 17 листопада домен sportswiki.ru був виключений з реєстру.

### 2015 рік
- 12 серпня — ресурс Reddit був заблокований Роскомнадзором через наявність на ньому сторінки з забороненим до поширення на території Росії контентом[50]. 13 серпня блокування було знято через блокування ресурсом доступу до цієї сторінки з території Росії[51].

### 2016 рік
- 8 червня — в реєстр був внесений пост на сайті Пікабу з жартівливою інструкцією «по перетворенню в фею вогню» з мультсеріалу Клуб Вінкс: Школа чарівниць[52].
- 13 вересня — сайт Pornhub був заблокований Роскомнадзором на всій території Росії за рішенням Бутурлиновского районного суду Воронезької області[53] в зв'язку з тим, що «передбачена заборона на поширення інформації про обіг порнографічних матеріалів або предметів»[54].
- 7 листопада — був заблокований Pornolab.net — найбільший порнотрекер в СНД[55]. 21 листопада в реєстр заборонених сайтів було внесено також два дзеркала сайту: Pornolab.cc і Pornolab.biz[56].
- 17 листопада — Роскомнадзор вніс до реєстру соціальну мережу LinkedIn[57], після того, як Мосміськсуд визнав її блокування законною[58].

## Аналоги в інших країнах
- Проєкт «Золотий щит» (англ. The Golden Shield Project The Golden Shield Project, кит.: 金盾工程, jīndùn gōngchéng неофіційна назва — «Великий китайський файрвол» (англ. Great Firewall of China — гра слів, похідне від англ. Great Wall of China — Велика Китайська стіна) — система фільтрації вмісту Інтернету в КНР, повністю введена в експлуатацію в 2003 році. Проєкт являє собою систему серверів на інтернет-каналі між провайдерами та міжнародними мережами передачі інформації, яка фільтрує інформацію.
- 9 листопада 2012 року Австралія відмовилася від планів введення для провайдерів обов'язкових тематичних інтернет-фільтрів. Але провайдери будуть блокувати 1400 сайтів з дитячою порнографією зі списку «найгірших ресурсів» Інтерполу[59]. Три австралійських провайдера блокують сайти із списку з 2010 року.